# Anna Wallén
Anna Margaretha Wallén, född 21 november 1980 i Västanfors församling i Fagersta, är en svensk tidigare politiker (socialdemokrat) som var riksdagsledamot mellan 2010 och 2018. Hon var invald för Västmanlands läns valkrets.
Efter valet 2018, där hon inte kandiderade för återval till riksdagen, lämnade hon politiken. Sedan 2021 är hon näringspolitisk chef på Visita.
Hon växte upp i Hedkärra i Fagersta kommun. 2003 var hon en av de tävlande i TV3-programmet Astronauterna.

## Uppdrag i riksdagen
Wallén var ledamot i justitieutskottet 2010–2014, i näringsutskottet 2014–2018 och i OSSE-delegationen 2014–2018.

## Uppdrag i Socialdemokraterna
Wallén har varit ersättare i distriktsstyrelsen för Socialdemokraterna i Västmanland samt ledamot i styrelsen för Socialdemokraterna i Västerås.